# Stade Verapaz
Le stade Verapaz (officiellement : « stade Verapaz Jose Angel Rossi ») est un stade de football situé à Cobán au Guatemala, construit en 1936 et d'une capacité de 15 000 spectateurs. 